# Population semi-stable
Une population semi-stable est une population fermée à structure par âge invariable. C'est une construction théorique d'une importance capitale dans l'étude des populations. En effet, une population semi-stable peut être identifiée à une population stable pendant une période temporelle courte (par exemple une année). Il en résulte que l'on peut appliquer alors les propriétés des populations stables sur les taux de natalité, les taux de mortalité, les taux d'accroissement, l'espérance de vie. À partir de ces résultats, il est possible d'estimer des caractéristiques inconnues d'une population sur laquelle on ne dispose que de données incomplètes. Les populations semi-stables sont parfois appelées populations semi-malthusiennes.